# تصميم الخريطة

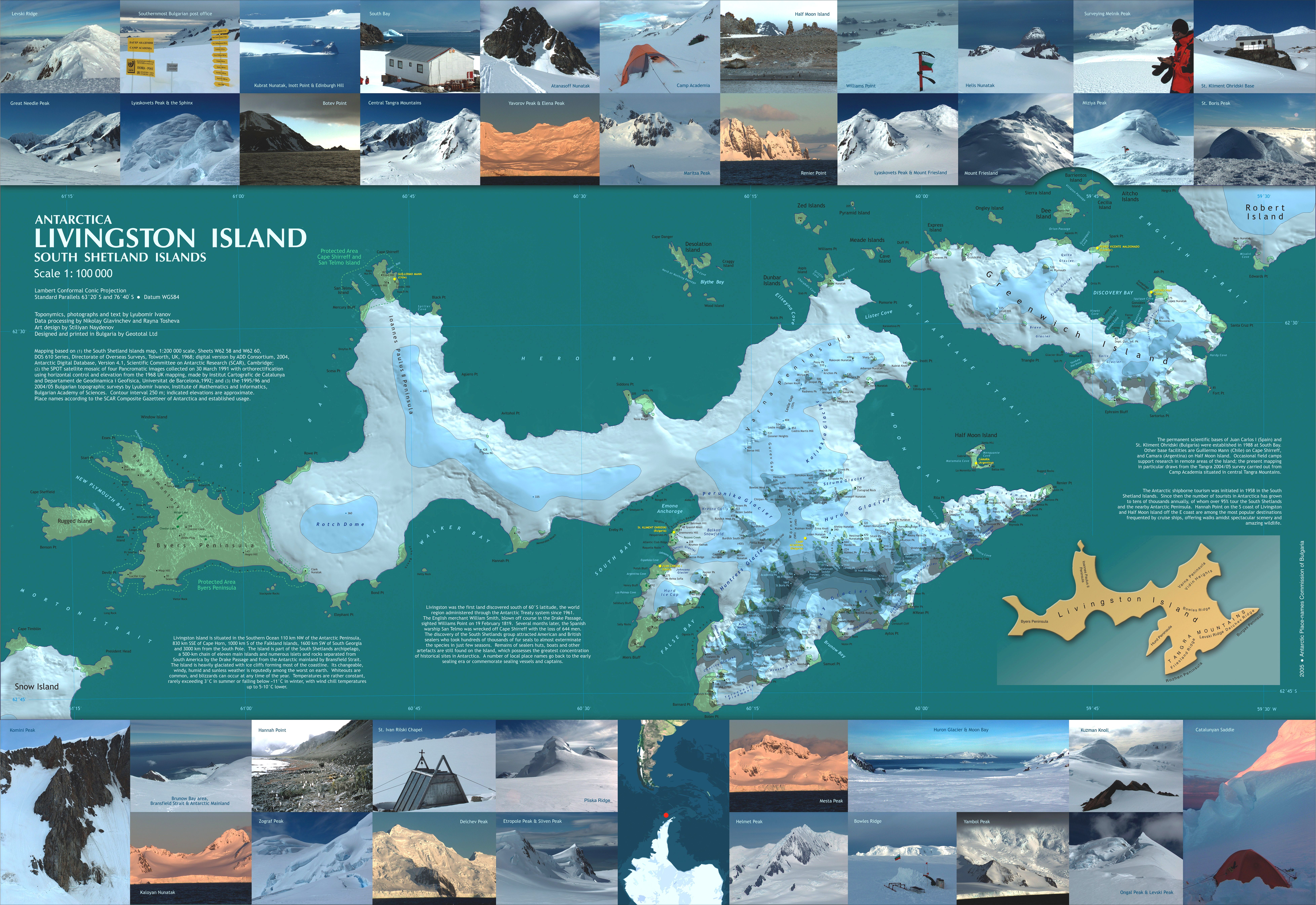
خريطة مصوّرة.

تصميم الخرائط أو التصميم الكارتوجرافي، هو عملية إنشاء الخريطة، وتطبيق مبادئ التصميم ومعرفة كيفية استخدام الخرائط لإنشاء خريطة تتمتع بجاذبية جمالية ووظيفة عملية. وهي تشترك في هذا الهدف المزدوج مع جميع أشكال التصميم تقريباً؛ كما أنها تشترك مع التصميمات الأخرى -وخاصة التصميم الجرافيكي- في مجموعات المهارات الثلاث المتمثلة في الموهبة الفنية والتفكير العلمي والتكنولوجيا. ويرتبط كل ذلك بتنسيق الخرائط، وتعد تصميم الخريطة الرئيسية هي الأكثر تعقيداً. وهذا التخصص يقوم به رسامو الخرائط ضم فروع علم الجغرافيا المختلفة وعلم المعلومات الجغرافية وتطبيقاته.

## تاريخ

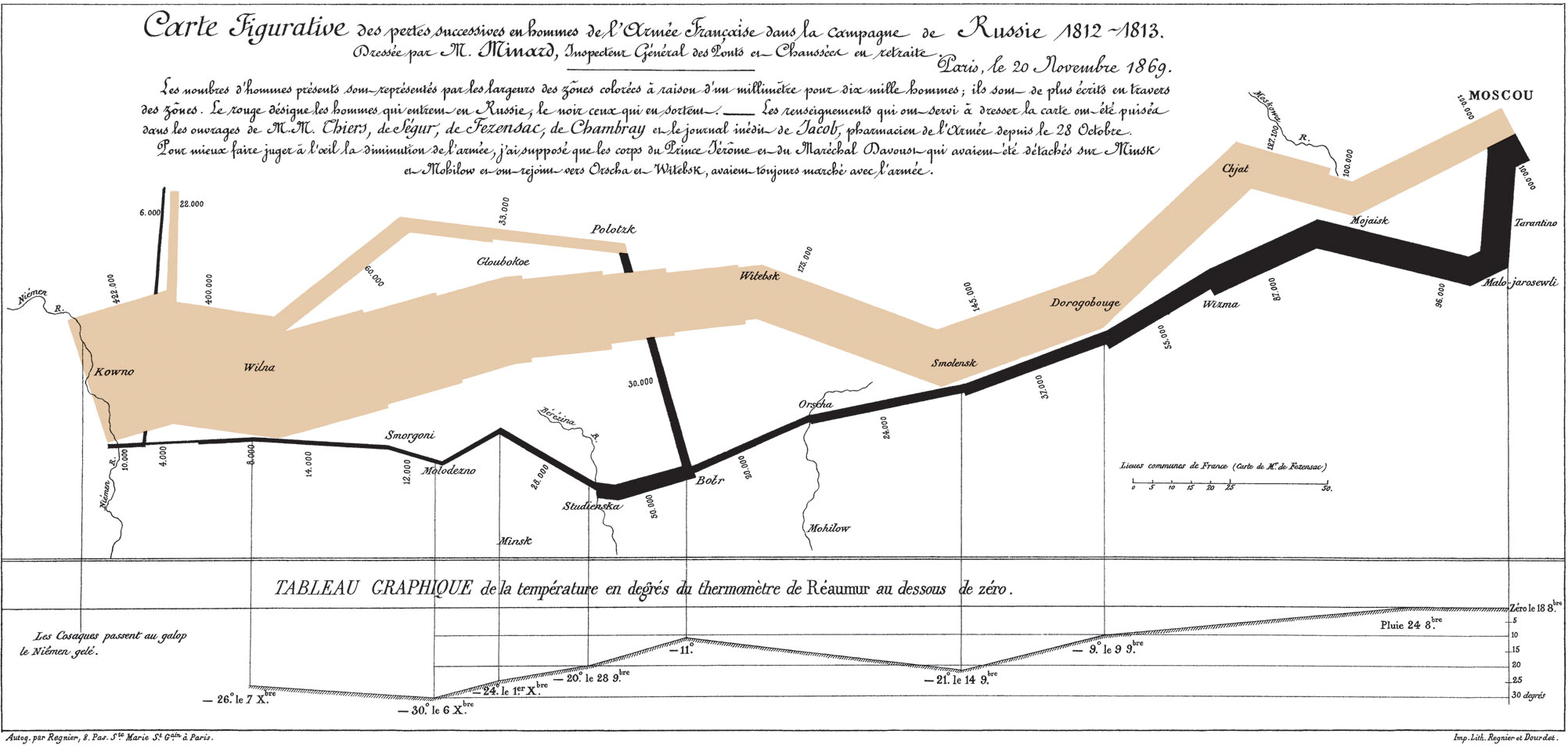
اعترف منذ فترة طويلة بخريطة تشارلز جوزيف مينارد لحملة نابليون الروسية عام 1812 (1844) باعتبارها تحفة فنية في تصميم الخرائط في وقت كان فيه هذا الأمر صعباً ونادراً.

منذ العصور القديمة وحتى القرن العشرين، كان رسم الخرائط حرفة أو تجارة. وقد خدم معظم صانعي الخرائط عدة سنوات كمتدربين، حيث تعلموا مهارات المُعلّم، مع وجود مساحة صغيرة للابتكار بخلاف التكيّف مع تكنولوجيا الإنتاج المتغيرة على مر العصور. ومع ذلك، كانت هناك استثناءات ملحوظة، مثل تقديم إسقاط جديد للخريطة من حين لآخر، وظهور رسم الخرائط المواضيعية في القرن التاسع عشر، والذي أبرزه عمل تشارلز دوبين وتشارلز جوزيف مينارد في فرنسا. في أواخر عام 1948، صدر كتاب رسم الخرائط العامة لمؤلفه إروين رايز، وهو الكتاب التعليمي الإنجليزي القياسي حول هذا الموضوع، ويُقرأ كمجموعة من التعليمات حول كيفية إنشاء الخرائط بما يتماشى مع التقاليد، مع القليل جداً من التفكير في سبب القيام بذلك بهذه الطريقة. كان هذا على الرغم من حقيقة أن رايس نفسه كان مُصمماً مُبدعاً للغاية، وقام بتطوير تقنيات متنوعة مثل رسم الخرائط وأسلوب تصوير التضاريس على الخرائط الطبيعية التي لم يتمكن من تقليدها سوى القليل.
التقدم في تكنولوجيا إنتاج رسم الخرائط في القرن العشرين، وخاصة ظهور طباعة الأوفست الملونة وتوافرها على نطاق واسع، ثم العديد من التطورات التي حفزتها الحرب العالمية الثانية، مثل الطباعة الحجرية الضوئية، أعطت رسامي الخرائط لوحة أكبر من خيارات التصميم، وجعلت الأمر أسهل للابتكار بشكل خلاّق. تزامن ذلك مع التوسع في التدريب على رسم الخرائط من خلال مؤسسات التعليم العالي، والذي تحول خلاله من التدريب المهني إلى التدريب الأكاديمي للحصول على شهادة جامعية (عادةً باستخدام كتاب رايز التعليمي في أمريكا). بدأ الجيل الجديد من محترفي وأساتذة رسم الخرائط في التفكير في الأسباب التي تجعل الخرائط تبدو أفضل؛ من الناحية الجمالية والوظيفية، والتفكير في طرق لتحسين التصميم. ومن أشهر هؤلاء الجغرافيين آرثر إتش روبنسون، الذي مهد عمله القصير والمؤثر نظرة الخرائط (1952) الطريق لمستقبل تصميم الخرائط، بسبب نظرياته المبكرة حول تصميم الخرائط، واعترافه الصادق بأهمية تصميم الخرائط. وأثر ذلك على الباحثين الجغرافيين؛ فظهرت عديد من أطروحات الدكتوراه بهذا الشأن. كذلك كان كتابة التعليمي عناصر رسم الخرائط (1953)، بمثابة خروج ملحوظ عن المألوف، مع التركيز بشكل كبير على التصميم، مدعياً أنه "يقدم رسم الخرائط كفن فكري وعلمي وليس كنظام عقيم لإجراءات الصياغة والرسم".

## التصميم حسب نوع الخريطة

خريطة لسكيكيم في الهند، تستخدم التضاريس المظللة بألوان الارتفاعات (شكل من أشكال الإيزارثيم) لتصوير التضاريس.

تم تطوير مجموعة واسعة من أنواع الخرائط المختلفة، وهي متاحة للاستخدام لأغراض متنوعة. بالإضافة إلى المبادئ العامة لتصميم الخرائط، تمتلك بعض أنواع التصورات احتياجات تصميمية خاصة بها، وقيود، وأفضل الممارسات.

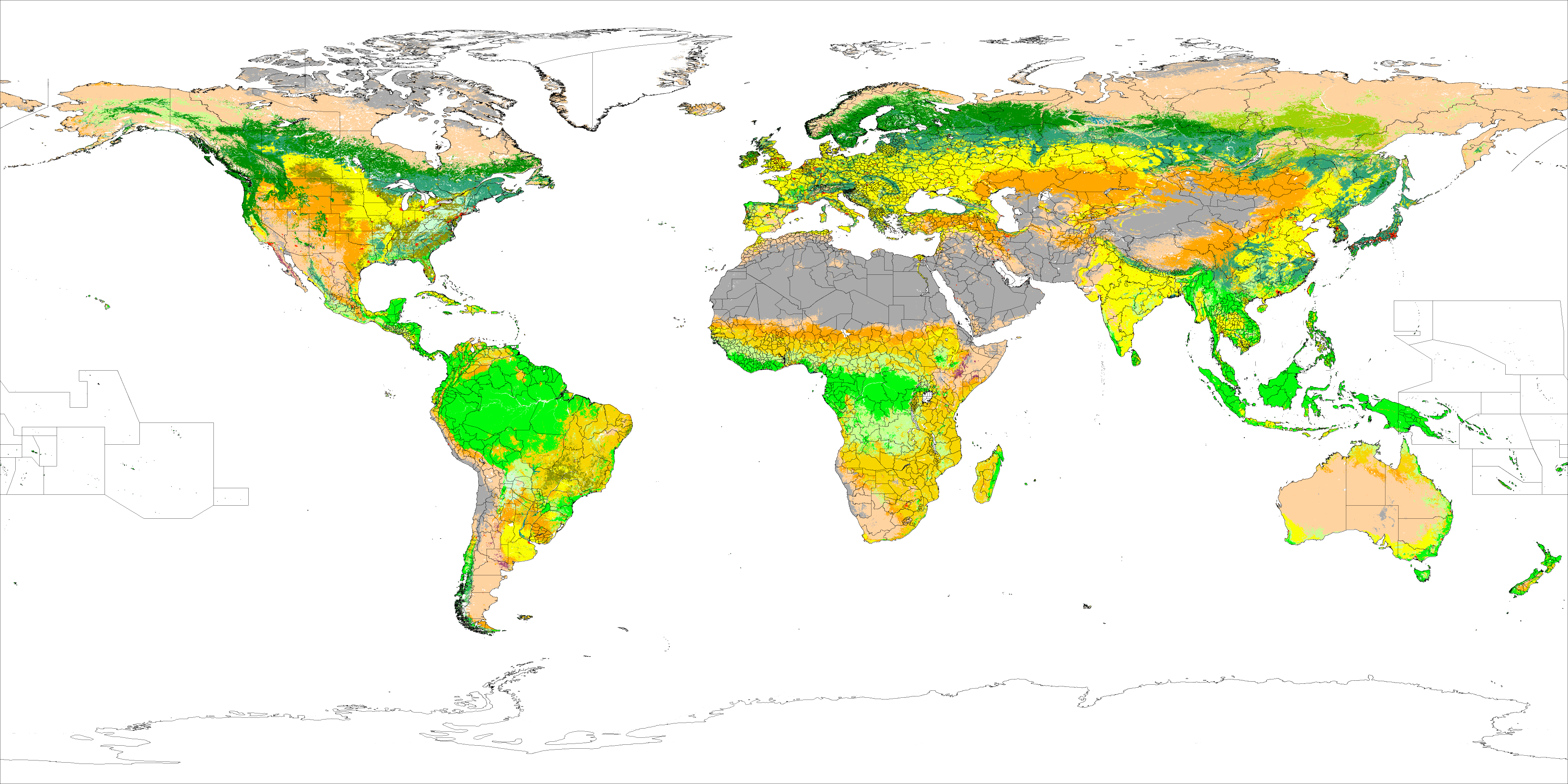
خريطة لونية للغطاء الأرضي العالمي، باستخدام اللون والقيمة والتشبع للتمييز بين القيم الاسمية.

- التضاريس/التضاريس/الطبوغرافيا: تم تطوير عدة طرق لتصور الارتفاع وشكل سطح الأرض. تعود بعض التقنيات إلى مئات أو آلاف السنين ويصعب تكرارها رقمياً، مثل بروفيلات التلال والخطوط المتقاطعة؛ بينما تعتبر تقنيات أخرى، مثل التضاريس المظللة والخطوط الكنتورية، أسهل في الإنتاج في نظم المعلومات الجغرافية (GIS) مقارنةً بالأدوات اليدوية. تم تصميم بعض هذه الأساليب للاستخدام التحليلي، مثل قياس الانحدار على الخطوط الكنتورية، ولكن معظمها مخصص لإنتاج تمثيل بصري بديهي للتضاريس.
- تقوم خريطة الكوروبلث بتصور البيانات الإحصائية التي تم تجميعها في مناطق محددة مسبقًا (مثل الدول أو المقاطعات) باستخدام رموز المساحة بناءً على المتغيرات البصرية مثل اللون و/أو النمط. تعتبر خرائط الكوروبليث الأكثر شعبية بين أنواع الخرائط الموضوعية نظراً لتوفر البيانات الإحصائية المجمعة على نطاق واسع (مثل بيانات التعداد)، ولكن طبيعة البيانات المجمعة يمكن أن تؤدي إلى مشكلات في التفسير، مثل مغالطة إيكولوجية ومشكلة الوحدة القابلة للتعديل، والتي يمكن التخفيف منها جزئياً من خلال التصميم الدقيق.
- خريطة الداسيمايتريك هي نوع هجين يستخدم مصادر بيانات إضافية لتحسين حدود خريطة الكوروبليث (خاصة من خلال استبعاد المناطق غير المأهولة)، مما يخفف من بعض مصادر سوء التفسير.
- تقوم خريطة الرموز النسبية بتصور البيانات الإحصائية للرموز النقطية، وغالبًا ما تكون دوائر، باستخدام المتغير البصري للحجم. قد تكون البيانات الأساسية ميزات نقطية، أو قد تكون نفس البيانات المجمعة المستخدمة في خرائط الكوروبليث. في الحالة الأخيرة، تكون نوعا الخريطة عادة مكملين لبعضهما البعض، حيث تكون المتغيرات التي لا تناسب تمثيلها في نوع واحد مناسبة للآخر.
- تشوه خريطة الكارتوجرام بشكل متعمد حجم الميزات المساحية بما يتناسب مع متغير معين، مثل إجمالي السكان، وبالتالي يمكن اعتبارها مزيجًا بين خرائط الكوروبليث والرموز النسبية. تم تطوير العديد من التقنيات اليدوية والآلية لبناء خرائط الكارتوجرام، ولكل منها مزايا وعيوب. غالبًا ما يتم ملء الأشكال الناتجة كخريطة كوروبليث تمثل متغيرًا يُعتقد أنه يتعلق بطريقة ما بالمتغير المساحي.
- تمثل خريطة الإيزاريثميك (أو الأيزومترية أو الأيزوبليث أو الكنتورية) مجالاً مستمراً من خلال خطوط متساوية حيث تكون قيمة المتغير ثابتة (خط متساوي). يمكن ترميز الخطوط نفسها و/أو المناطق الفاصلة بينها. يمكن اعتبار بعض خرائط الكوروبليث تقريباً خشناً لخرائط الإيزاريثميك، وخرائط الداسيمايتريك تقريبات أفضل قليلاً.
  - تمثل خريطة النغمة المستمرة مجالاً مستمراً كتغيرات لونية ناعمة (اللون، القيمة، و/أو التشبع)، عادةً بناءً على شبكة نقطية. يعتبر البعض هذا نوعاً خاصاً من خريطة الإيزاريثميك غير المصنفة، بينما يراها آخرون شيئاً مختلفاً جوهرياً.[7]
- تقوم خريطة الكوروكروماتيك (أو فئة المنطقة) بتصور مجال اسمي منفصل كمجموعة من المناطق ذات القيمة المتجانسة.
- تقوم خريطة توزيع النقاط (أو كثافة النقاط) بتصور كثافة مجموعة مجمعة كنقاط تمثيلية (يمكن أن تمثل كل نقطة فرداً واحداً أو عدداً ثابتاً من الأفراد). قد تكون بيانات المصدر هي المواقع الفعلية للأفراد، أو إحصائيات منطقة مجمعة من نوع الكوروبليث.
- تركز خريطة التدفق على خطوط الحركة. هناك مجموعة واسعة من خرائط التدفق، اعتمادًا على ما إذا كانت كمية التدفق ممثلة (عادةً باستخدام متغيرات بصرية مثل وزن الخط أو قيمة اللون)، وما إذا كان مسار التدفق موضحًا بدقة (مثل مسار الملاحة على خريطة الطريق) أو تخطيطيًا (مثل خريطة النقل أو خريطة مسار الطيران).

على الرغم من أن هذه تسمى خرائط منفصلة، يجب اعتبارها طبقات لخريطة واحدة، أي يمكن دمجهم معاً مع طبقات موضوعية أو ميزات أخرى ضمن تكوين خريطة واحدة. تستخدم خريطة ثنائية المتغير واحدة أو أكثر من الطرق أعلاه لتمثيل متغيرين في وقت واحد؛ وثلاثة أو أكثر من المتغيرات تنتج خريطة متعددة المتغيرات.

## عملية التصميم
مع تقدم تقنية إنتاج وإعادة إنتاج الخرائط، تغيرت عملية تصميم وإنتاج الخرائط بشكل كبير. الأبرز هو أن نظم المعلومات الجغرافية وبرامج الرسوميات لا تجعل من السهل والأسرع إنشاء خريطة فحسب، بل تسهل أيضاً عملية التحرير غير الخطية التي تكون أكثر مرونة من أيام الكارتوغرافيا اليدوية. لا تزال هناك عملية عامة يتبعها الكارتوغرافيون بشكل عام:
1. التخطيط: الطبيعة التكرارية للكارتوغرافيا الحديثة تجعل هذه الخطوة أقل تعقيداً مما كانت عليه من قبل، لكنها لا تزال ضرورية للحصول على شكل من أشكال الخطة. عادةً ما يتضمن ذلك الإجابة على عدة أسئلة:[10]
  - ما هو الغرض من الخريطة؟ تخدم الخرائط مجموعة واسعة من الأغراض؛ قد تكون وصفية (تظهر الموقع الدقيق للميزات الجغرافية ليتم استخدامها بطرق متنوعة، مثل خريطة الشوارع)، استكشافية (تظهر توزيع الظواهر وخصائصها، للبحث عن الأنماط والعمليات الأساسية، مثل العديد من الخرائط الموضوعية)، تفسيرية (تعليم الجمهور حول موضوع معين)، أو حتى بلاغية (محاولة إقناع الجمهور بالاعتقاد أو القيام بشيء ما).
  - من هو الجمهور؟ ستكون الخرائط أكثر فائدة إذا تم تصميمها لتلبية احتياجات الجمهور المستهدف.[11] يمكن أن يتراوح هذا الجمهور من الكارتوغرافي نفسه (الراغب في معرفة المزيد عن موضوع من خلال رسم الخريطة)، إلى أفراد أو مجموعات محددة، إلى الجمهور العام. يمكن أن تساعد عدة خصائص للجمهور في هذه العملية، إذا أمكن تحديدها، مثل: مستوى معرفتهم بموضوع الخريطة والمنطقة المغطاة؛ مهارتهم في قراءة الخرائط وفهم المبادئ الجغرافية (مثلًا، هل يعرفون ما يعنيه 1:100,000؟)؛ واحتياجاتهم، دوافعهم وانحيازاتهم.
  - هل الخريطة هي الحل الأفضل؟ هناك أوقات يمكن فيها رسم خريطة، ولكن قد تخدم أداة أخرى، مثل الرسم البياني، الصورة، النص، أو أداة أخرى الغرض بشكل أفضل.
  - ما هي مجموعات البيانات اللازمة؟ ستتطلب الخريطة النموذجية بيانات لخدمة عدة أدوار، بما في ذلك معلومات حول الغرض الأساسي، بالإضافة إلى معلومات خلفية داعمة.
  - ما الوسيلة التي يجب استخدامها؟ لكل وسيلة من وسائل رسم الخرائط، مثل الملصقات، الكتيبات، الخرائط القابلة للطي، خرائط الصفحات، العروض الشاشة، والخرائط عبر الويب مزايا وعيوب لأغراض مختلفة، وجماهير مختلفة، وسياقات الاستخدام.
2. جمع البيانات: في عصر نظم المعلومات الجغرافية، يبدو أن كميات هائلة من البيانات متاحة لكل موضوع يمكن تصوره، لكن يجب العثور عليها والحصول عليها. غالباً ما تكون مجموعات البيانات المتاحة غير مطابقة تماماً لاحتياجات المشروع الحالي، ويجب تعزيزها أو تحريرها. أيضاً، لا يزال من الشائع عدم توفر بيانات حول الموضوع المحدد، مما يتطلب من الكارتوغرافي إنشاءها، أو اشتقاقها من البيانات الحالية باستخدام أدوات نظم المعلومات الجغرافية.[11]
3. التصميم والتنفيذ: تتضمن هذه الخطوة اتخاذ قرارات حول جميع جوانب تصميم الخريطة، كما هو مدرج أدناه، وتنفيذها باستخدام برامج الكمبيوتر. في عصر الرسم اليدوي، كانت هذه عملية خطيّة جداً لاتخاذ القرارات بعناية، حيث كان يجب تنفيذ بعض الجوانب قبل غيرها (غالباً يكون الإسقاط أولاً). ومع ذلك، فإن برامج نظم المعلومات الجغرافية والرسوميات الحالية تمكن التحرير التفاعلي لجميع هذه الجوانب بالتبادل، مما يؤدي إلى عملية تكرارية غير خطية من التجربة، التقييم، والتنقيح.
4. الإنتاج والتوزيع: الخطوة الأخيرة هي إنتاج الخريطة بالوسيلة المختارة، وتوزيعها على الجمهور. يمكن أن تكون بسيطة مثل طابعة مكتبية، أو إرسالها إلى مطبعة، أو تطوير موقع ويب تفاعلي لرسم الخرائط.

### الخريطة

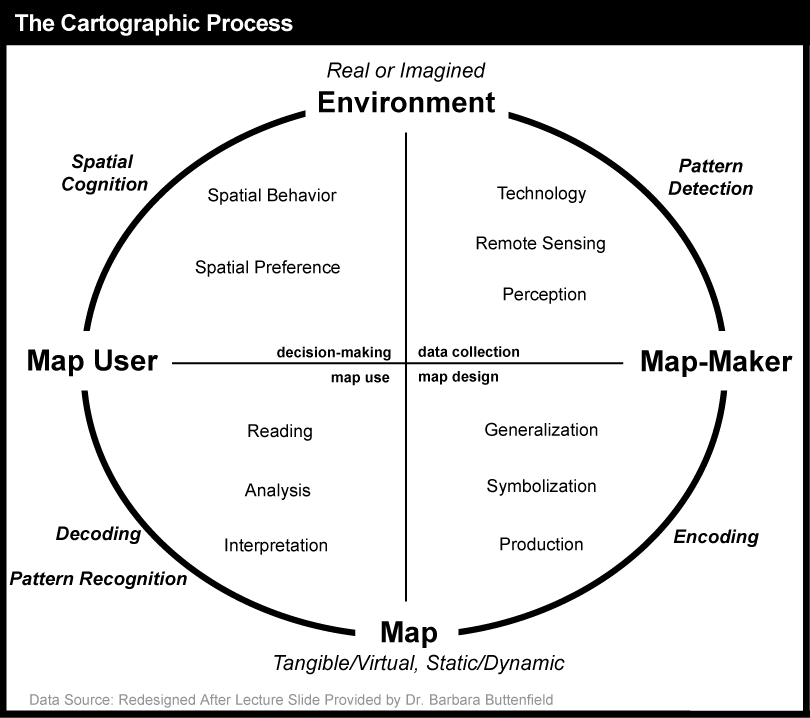
عملية رسم الخريطة.

يعد تصميم الخرائط جزءاً من عملية أكبر؛ تلعب فيها الخرائط دوراً محورياً. تبدأ هذه العملية الكارتوغرافية ببيئة حقيقية أو متخيلة. عندما يجمع صانعو الخرائط البيانات حول الموضوع الذي يقومون برسمه (عادة من خلال التكنولوجيا و/أو الاستشعار عن بُعد)، يبدأون في التعرف على الأنماط واكتشافها التي يمكن استخدامها لتصنيف وترتيب البيانات لإنشاء الخريطة (أي أنهم يفكرون في البيانات وأنماطها وكذلك كيفية تصويرها بأفضل طريقة على الخريطة). بعد ذلك، يقوم الكارتوغرافي بتجميع البيانات والتجريب بالعديد من أساليب تصميم وإنتاج الخرائط المختلفة (بما في ذلك التعميم والرمزية وطرق الإنتاج الأخرى) في محاولة لترميز وعرض البيانات على خريطة؛ تسمح لمستخدم الخريطة بفك شفرة الخريطة وتفسيرها بالطريقة التي تتوافق مع الهدف المقصود لصانع الخريطة. بعد ذلك، يقوم مستخدم الخريطة بقراءة وتحليل الخريطة من خلال التعرف على الرموز والأنماط الموجودة على الخريطة وتفسيرها. يقود هذا المستخدم إلى اتخاذ إجراء واستخلاص استنتاجات بناءً على المعلومات التي يجدونها على الخريطة. بهذه الطريقة، تساعد الخرائط في تشكيل كيفية رؤيتنا للعالم بناءً على المنظورات والآراء المكانية التي تساعد في تكوينها في أذهاننا.

### الأهداف
بينما تخدم الخرائط مجموعة متنوعة من الأغراض وتأتي بأنماط متنوعة، فإن معظم التصاميم تشترك في أهداف مشتركة. تشمل بعض الأهداف الأكثر شيوعاً ما يلي:
- الدقة: الدرجة التي تتوافق فيها المعلومات الموجودة على الخريطة مع الطبيعة الحقيقية للعالم. تقليدياً، كان هذا هو المحدد الرئيسي للجودة في علم الخرائط. يُعترف الآن، إلى حد كبير بسبب الدراسات في علم الخرائط النقدي، بأنه لا يوجد مجموعة بيانات أو خريطة تكون نسخة مثالية من الواقع، وأن التحيزات والدوافع الذاتية للكارتوغرافي من المستحيل تقريباً التغلب عليها. ومع ذلك، يمكن تصميم الخرائط لتكون دقيقة قدر الإمكان، وصريحة بشأن قصورها، وتستفيد من ذاتيتها.
- الوظيفية: فائدة الخريطة لتحقيق غرضها. خلال الجزء الأكبر من أواخر القرن العشرين، كان هذا هو الهدف الرئيسي للكارتوغرافيا الأكاديمية، خاصة مدرسة الاتصال الكارتوغرافي: لتحديد كيفية صنع الخرائط الأكثر كفاءة كوسائط لنقل المعلومات.
- الوضوح: الدرجة التي تجعل الخريطة غرضها واضحاً ومعلوماتها سهلة الوصول. يمكن تحقيق الوضوح من خلال إزالة كل شيء ما عدا المعلومات الأكثر أهمية، ولكن هذا يأتي على حساب أهداف أخرى.[10]
- الغنى: حجم وتنوع المعلومات التي يمكن للقارئ استخلاصها من الخريطة. حتى الخرائط ذات الغرض المحدد غالباً ما تتطلب من القارئ رؤية أنماط في كميات كبيرة من البيانات.
- الجاذبية الجمالية: رد الفعل العاطفي الإيجابي تجاه المظهر العام للخريطة. قد تُقدّر الخرائط على أنها "جميلة"، ولكن التأثيرات الإيجابية الأخرى تشمل "مُثيرة للاهتمام"، "جاذبة"، "مُقنعة"، و"محفزة". يمكن أن تكون ردود الفعل الجمالية سلبية أيضاً، مثل "قبيحة"، "فوضوية"، "مُربكة"، "مُعقدة"، أو "مُزعجة".

غالباً ما تبدو هذه الأهداف متعارضة، وقد يكون من المغري إعطاء الأولوية لواحد منها على الآخرين. ومع ذلك، فإن التصميم الجيد في علم الخرائط، كما هو الحال في أي مجال تصميم آخر، يدور حول إيجاد حلول إبداعية ومبتكرة لتحقيق أهداف متعددة.
وفقاً لإدوارد توفتي: "ما يجب السعي إليه في تصاميم عرض المعلومات هو تصوير واضح للتعقيد. ليس تعقيد البسيط؛ بل مهمة المصمم هي تقديم الوصول البصري إلى البسيط والصعب – أي، كشف المعقد".
في الواقع، يمكن للتصميم الجيد أن ينتج نتائج تآزرية. حتى أن للجمالية قيمة عملية: من المحتمل أن يقوم المستخدمون المحتملون للخرائط بأخذ واستخدام خريطة جميلة أكثر من واحدة يصعب النظر إليها. وبدورها، اكتسبت القيمة العملية للخرائط جاذبية جمالية، مفضلةً تلك التي تُظهر شعوراً بأنها "احترافية"، "موثوقة"، "مصممة بشكل جيد"، "واضحة"، أو "معلوماتية".
في عام 1942، قال الكارتوغرافي جون ك. رايت: "قد تكون الخريطة القبيحة، ذات الألوان الخام، والعمل الخطى العشوائي، والحروف غير المرتبة بشكل سيء دقيقة في جوهرها مثل الخريطة الجميلة، ولكن من غير المرجح أن تلهم الثقة."
رودولف أرنهيم، نظري الفن، قال هذا عن العلاقة بين الخرائط والجمالية عام 1976:
في الآونة الأخيرة، اعترف رسامو الخرائط (الكارتوغرافيون) بالدور المركزي للجمالية في تصميم الخرائط، ودعوا إلى تركيز أكبر على كيفية عمل هذا الدور بمرور الوقت والمكان. على سبيل المثال، في عام 2005، أوصى الدكتور أليكس كينت (الرئيس السابق للجمعية البريطانية للكارتوغرافيا): "سيكون من المفيد للكارتوغرافيين وتطوير علم الخرائط بشكل عام إجراء مزيد من الأبحاث لفهم دور الجمالية في علم الخرائط بدلاً من متابعة المبادئ العالمية. تتضمن بعض المواضيع المحتملة للتحقيق ما يلي:
1. تاريخ تطور الجمالية في علم الخرائط؛
2. استكشاف الاختلافات الجغرافية في الجمالية الكارتوغرافية؛ و
3. فحص نقدي للعوامل المؤثرة على القرارات الجمالية في صنع الخرائط المعاصرة.

## الغرض من الخريطة واختيار المعلومات

خريطة ثلاثية الأبعاد لمنتزه جبل رينييه الوطني، ومسار قمة بيناكل بولاية واشنطن.

قام روبنسون بتدوين فهم صانعي الخرائط بأن الخريطة يجب أن تصمم أولاً وقبل كل شيء مع مراعاة الجمهور واحتياجاته، قائلاً إن الخرائط "تم إنشاؤها منذ البداية لغرض أو مجموعة من الأغراض". يجب أن يتم توضيح هدف الخريطة بطريقة يدرك فيها القارئ الغرض منها بسرعة. تشير مبادئ الشكل والخلفية إلى هذه الفكرة المتمثلة في جذب المستخدم من خلال تقديم عرض واضح، دون ترك أي لبس بشأن الغرض من الخريطة. سيعزز هذا تجربة المستخدم ويحافظ على انتباهه. إذا لم يتمكن المستخدم من تحديد ما يتم عرضه بطريقة معقولة، فقد تعتبر الخريطة عديمة الفائدة.
إن صنع خريطة ذات مغزى هو الهدف النهائي. يشرح ألان ماكإيتشرين أن الخريطة المصممة جيداً "مُقنعة لأنها توحي بالأصالة". بلا شك ستجذب خريطة مثيرة للاهتمام القارئ. الخريطة الغنية بالمعلومات أو المتعددة المتغيرات تظهر العلاقات داخل الخريطة. عرض عدة متغيرات يسمح بالمقارنة، مما يضيف إلى معنى الخريطة. كما يولد هذا الفرضيات ويحفز الأفكار وربما المزيد من الأبحاث. من أجل إيصال رسالة الخريطة، يجب على المنشئ تصميمها بطريقة تساعد القارئ في فهم الغرض منها بشكل عام. قد يوفر عنوان الخريطة "الرابط المطلوب" الضروري لتوصيل تلك الرسالة، لكن التصميم العام للخريطة يعزز الطريقة التي يفسرها بها القارئ.
في القرن الحادي والعشرين، من الممكن العثور على خريطة لأي شيء تقريباً، بدءاً من العمل الداخلي لجسم الإنسان وصولاً إلى العوالم الافتراضية في الفضاء السيبراني. لذلك، هناك الآن مجموعة كبيرة ومتنوعة من الأنماط وأنواع الخرائط المختلفة - على سبيل المثال، أحد المجالات التي تطورت لتصبح نوعًا محددًا ومعروفًا هي تلك التي تستخدمها منظمات النقل العام لإرشاد الركاب، وهي خرائط السكك الحديدية الحضرية والمترو، والتي يعتمد الكثير منها على زوايا 45 درجة كما أتقنها في الأصل هاري بيك وجورج داو.

## جوانب التصميم
على عكس التخصصات المشابهة مثل التصميم الجرافيكي، فإن رسم الخرائط مقيد بحقيقة أن الظواهر الجغرافية ظواهر حقيقية في مكانها ولا يُمكن تحريكها. ومع ذلك، ضمن إطار الخريطة، يتمتع رسام الخرائط بقدر كبير من السيطرة على العديد من جوانب الخريطة.

### البيانات الكارتوغرافية والتعميم
أدى توفر البيانات على نطاق واسع من نظم المعلومات الجغرافية، خاصة البيانات المجانية مثل خريطة الشارع المفتوحة (OpenStreetMap)، إلى تقصير كبير في الوقت والتكلفة اللازمة لإنشاء معظم الخرائط. ومع ذلك، لا يزال هذا الجزء من عملية التصميم غير تافه. غالباً ما تكون بيانات نظم المعلومات الجغرافية الموجودة، التي تم إنشاؤها لأغراض الإدارة أو البحث، ليست في الشكل الأنسب لغرض خريطة معينة، وغالباً ما تحتاج البيانات إلى الإضافة أو التعديل أو التحديث لتكون مفيدة. يشير بعض المصادر، خاصة في أوروبا، إلى الأولى كنموذج للمناظر الطبيعية الرقمية، وإلى البيانات المكانية التي تم تحسينها لتصميم الخرائط كنموذج كارتوغرافي رقمي.
جزء كبير من هذا التحول هو التعميم، وهو مجموعة من الإجراءات لتعديل كمية التفاصيل (الجغرافية والسمات) في مجموعات البيانات لتكون مناسبة لخريطة معينة. كل الخرائط تصوّر عينة صغيرة واستراتيجية من الكم الهائل من المعلومات المحتملة في العالم الحقيقي؛ وتستند هذه الاستراتيجية إلى حد كبير على مقياس رسم الخريطة والغرض منها والجمهور المستهدف. وبالتالي، يقوم صانع الخرائط باستمرار باتخاذ قرارات حول ما يجب تضمينه وما يجب تركه وما يجب إظهاره في مكان غير صحيح قليلاً. غالباً ما يبدأ التعميم ببيانات مفصلة تم إنشاؤها لمقياس أكبر، ويزيل بشكل استراتيجي المعلومات التي تعتبر غير ضرورية لخريطة بمقياس أصغر. تزداد أهمية هذه المسألة كلما قَلَّ مقياس رسم الخريطة (أي أن الخريطة تعرض منطقة أكبر) لأن المعلومات المعروضة على الخريطة تشغل مساحة أكبر على الأرض. على سبيل المثال، يشغل رمز الطريق السريع الذي يبلغ سمكه 2 مم على خريطة بمقياس 1:1,000,000 مساحة عرضها 2 كيلومتر، مما يترك مجالاً ضئيلاً للميزات على جانب الطريق. في أواخر الثمانينيات، تم نقل المواقع الفعلية للطرق الرئيسية في الخرائط الرقمية الأولى لهيئة المسح الجغرافي بمئات الأمتار من مواقعها الحقيقية على الخرائط الرقمية بمقاييس 1:250,000 و1:625,000 (تقنية التعميم بالإزاحة)، بسبب الحاجة الملحة لتوضيح تلك الميزات.

### الإسقاط

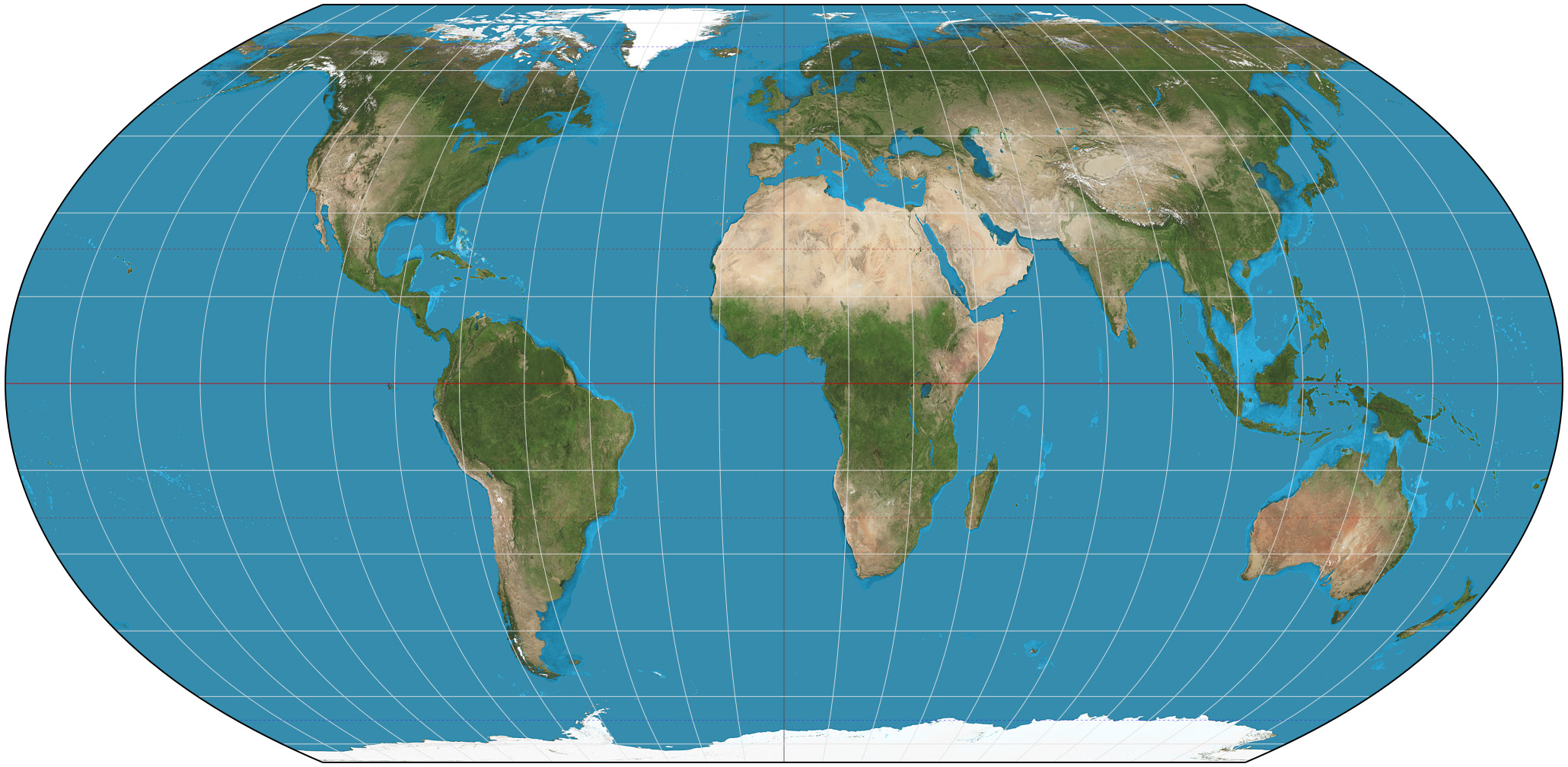
مسقط الأرض المتساوية (2018)، وهو إسقاط شبه أسطواني متساوي المساحة، له شعبيته في تصميم خرائط العالم.

نظراً لأن الأرض -تقريباً- كرويّة، فإن أي تمثيل مستوٍ (أي الخريطة) يتطلب تسطيحها بطريقة ما، والمعروفة بالإسقاط. يتم تنفيذ معظم إسقاطات الخرائط باستخدام الصيغ الرياضية والخوارزميات الحاسوبية بناءً على الإحداثيات الجغرافية (دائرة العرض وخط الطول). تولد جميع الإسقاطات تشوهات بحيث لا يمكن الحفاظ على الأشكال والمساحات معاً في نفس الوقت، ولا يمكن الحفاظ على المسافات جميعها. يجب على صانع الخريطة اختيار إسقاط مناسب للخريطة بناءً على المساحة المراد رسمها والغرض من الخريطة؛ وتصبح عملية اتخاذ هذا القرار أكثر أهمية كلما زاد نطاق الخريطة؛ في حين أن مجموعة متنوعة من الإسقاطات ستكون غير مميزة في خريطة شارع المدينة، هناك العشرات من الطرق المختلفة تماماً لإسقاط العالم بأسره، مع اختلافات شديدة في النوع، والدرجة، والموقع للتشوّه.

### التوقفات والترتيبات
غالباً ما يتم تصميم خرائط العالم عن طريق تقطيع الكرة الأرضية إلى أجزاء أصغر، واستخدام إسقاط مختلف لكل قطعة، ثم ترتيب كل تلك الخرائط الصغيرة في خريطة واحدة على قطعة واحدة من الورق، مع وجود انقطاعات بين الخرائط الصغيرة. ربما تكون الأنواع الأولى من هذه الترتيبات المتقطعة هي الخرائط المختلفة المكونة من قرصين يظهران نصفيّ الكرة الأرضية، قرص واحد متمركز على نقطة معينة يختارها رسام الخرائط والقرص الآخر متمركز على نقطتها المقابلة. في الآونة الأخيرة، قام رسامو الخرائط بتجربة مجموعة متنوعة من الترتيبات المتقطعة للإسقاطات، بما في ذلك الخرائط الهومولوسينية ومتعددة السطوح.

### الترميز

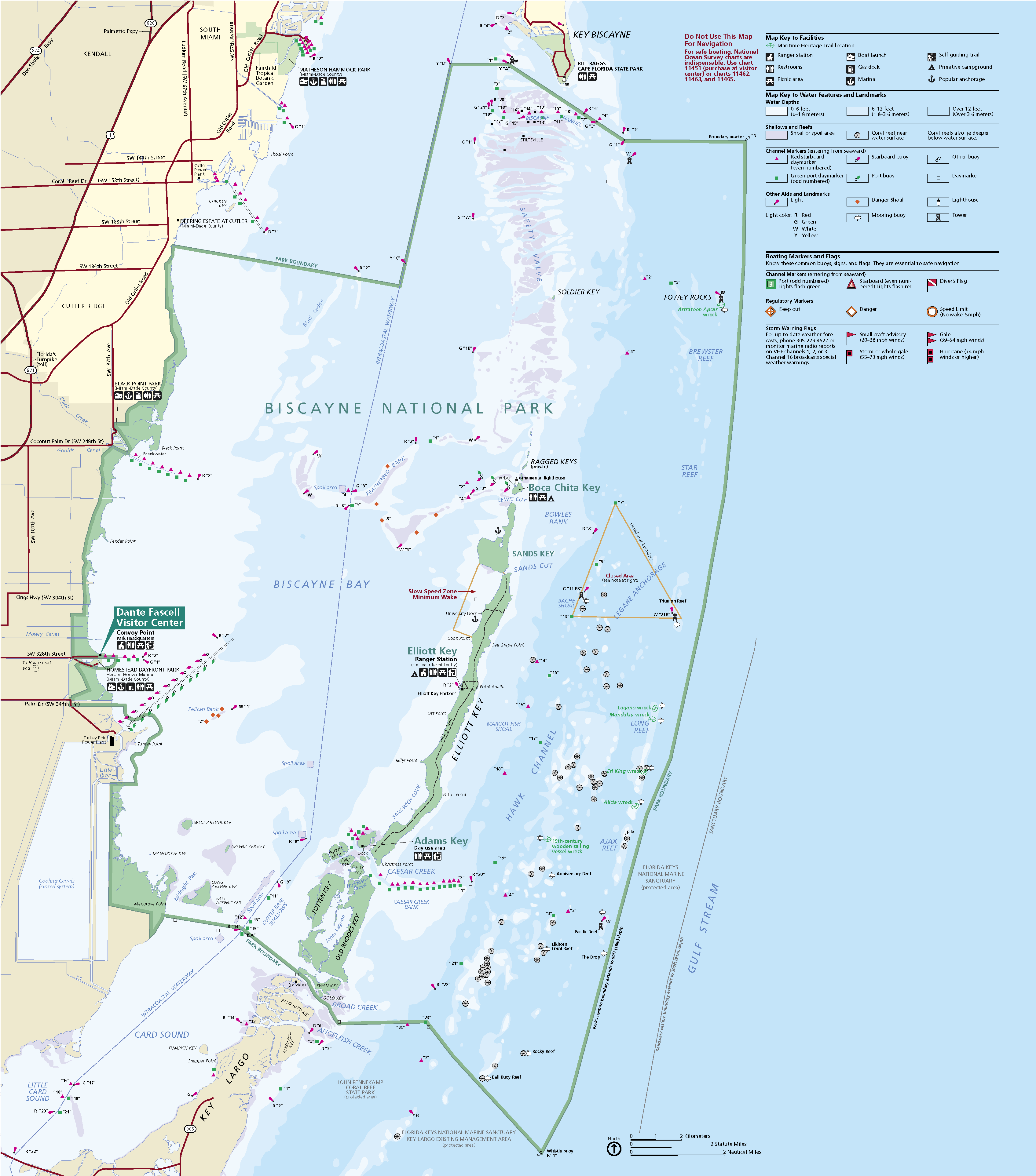
خريطة منتزه بيسكين الوطني في فلوريدا، باستخدام مجموعة متنوعة من الرموز النقطية، بالإضافة إلى رموز الخطوط والمناطق. لاحظ استخدام الرموز المنسقة للتعبئة والحواف لمنطقة المنتزه الوطني لحل تحدي الحدود المائية.

ترميز الخرائط يرمز إلى المعلومات على الخريطة بطرق تهدف إلى إيصال المعلومات إلى قارئ الخريطة بكفاءة، مع مراعاة المساحة المحدودة على الخريطة، ونماذج الفهم البشري من خلال الوسائل البصرية، والخلفية الثقافية والتعليمية المحتملة لقارئ الخريطة. قد يكون الترميز ضمنياً، باستخدام عناصر تصميم عالمية، أو قد يكون أكثر تخصصاً في رسم الخرائط أو حتى في الخريطة نفسها. على سبيل المثال، تتبنى سلسلة الخرائط الطبوغرافية الوطنية رموزاً موحدة، والتي تختلف من بلد لآخر.
قدم جاك بيرتن، في كتابه "علم الرموز البيانية" (1967)، نظاماً لتشفير العناصر البيانية (بما في ذلك رموز الخرائط) الذي أصبح جزءاً من مجموعة معارف رسم الخرائط منذ ذلك الحين. حلل بيرتين الكائنات البيانية من حيث ثلاثة جوانب (باستخدام المصطلحات الحالية):
- البُعد: نوع الشكل الهندسي الأساسي المستخدم لتمثيل الظاهرة الجغرافية، عادةً النقاط (رموز العلامات)، الخطوط (رموز الحواف)، أو المناطق (رموز التعبئة)، بالإضافة إلى الحقول.
- مستوى القياس: نوع الخاصية الأساسية التي يتم تصورها، عادةً باستخدام تصنيف ستانلي سميث ستيفنز (اسمي، ترتيبي، فاصلي، نسبي)، أو بعض الامتدادات منه.
- المتغير البصري: المكونات البيانية للرمز، بما في ذلك الشكل، الحجم، اللون، الاتجاه، النمط، الشفافية، وما إلى ذلك.

وبالتالي، تتكون رموز الخريطة من عدد من المتغيرات البصرية، التي تُمثل بيانياً الموقع والشكل المكاني للظاهرة الجغرافية، وكذلك واحد أو أكثر من خصائصها. على سبيل المثال ، قد يمثل هذا الرمز موقع نقطة لمنشأة، مع استخدام الشكل لتمثيل أن نوع المنشأة هو "منجم" (خاصية اسمية). سيكون هذا الرمز مفهوماً بشكل بديهي من قبل العديد من المستخدمين دون أي شرح. في خريطة الكثافة اللونية للدخل المتوسط، قد يمثل    تعبئة خضراء داكنة   منطقة موقع لمقاطعة، مع استخدام اللون والقيمة لتمثيل أن الدخل هو 50,000 دولار أمريكي (خاصية نسبية). هذا مثال على رمز مؤقت لا يحمل أي معنى جوهري، ويتطلب دليلاً ليكتشف المستخدمون المعنى المقصود.

### الوسم والطباعة

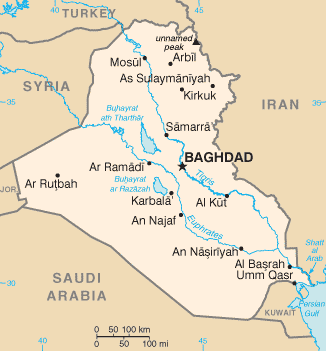
خريطة العراق من إصدار وكالة المخابرات المركزية، تتبع الإرشادات النموذجية للوسم لتعظيم الوضوح والارتباط.

يخدم النص مجموعة متنوعة من الأغراض على الخرائط. بشكل مباشر، يحدد النص الميزات على الخريطة بالاسم؛ بالإضافة إلى ذلك، يساعد في تصنيف الميزات (كما في "منتزه جونز")؛ يمكن أن يشرح المعلومات؛ يمكن أن يساعد في تحديد المواقع، في بعض الحالات بمفرده دون رمز خريطة هندسي (خاصةً الميزات الطبيعية)؛ يلعب دوراً في الجشطالت الخاص بالخريطة، خاصةً التسلسل الهرمي البصري؛ ويساهم في الجوانب الجمالية للخريطة، بما في ذلك "مظهرها وشعورها" وجاذبيتها. بينما يتمتع الكارتوجرافي بحرية كبيرة في اختيار نمط وحجم النص لتحقيق هذه الأغراض، إلا أن هناك هدفين أساسيين يُعتبران حاسمين:
1. الوضوح، وهو مدى سهولة قراءة المستخدمين للخريطة لقطعة معينة من النص. تقدم ملصقات الخريطة تحديات فريدة للوضوح، نظراً لميولها لأن تكون صغيرة، غير مألوفة، متباعدة بشكل غير منتظم، وموضوعة فوق رموز الخريطة.
2. الارتباط، وهو مدى سهولة تعرف المستخدمين للخريطة على الميزة التي تضع علامة على جزء معين من النص. يمكن أن يكون هذا تحديًا خاصًا على الخرائط العامة التي تحتوي على عدد كبير من الميزات المتنوعة وملصقاتها.

تهدف معظم عناصر تصميم التسمية إلى تحقيق هذين الهدفين، بما في ذلك: اختيار الخطوط، نمط الخط، الحجم، اللون، وغيرها من المتغيرات البصرية؛ الهالات، الأقنعة، خطوط القائد، وغيرها من الرموز الإضافية؛ القرارات المتعلقة بما يجب تسميته وما لا يجب تسميته؛ محتوى نص التسمية؛ ووضع التسمية. بينما تكون العديد من هذه القرارات خاصة بالخريطة المحددة، فإن وضع التسمية الوظيفية يميل إلى اتباع عدد من القواعد التي تم تطويرها من خلال البحث الكارتوجرافي، مما أدى إلى تطوير خوارزميات آلية لوضعها تلقائياً، بجودة معقولة.

#### أسماء الأماكن
أحد التحديات في تسمية الخرائط هو التعامل مع تفضيلات أسماء الأماكن المتنوعة. على الرغم من أن الخرائط غالباً ما تُصنع بلغة محددة، إلا أن أسماء الأماكن غالباً ما تختلف بين اللغات. على سبيل المثال، قد تستخدم الخريطة المصنوعة باللغة العربية اسم "ألمانيا"، وفي الإنجليزية اسم "Germany" لنفس الدولة، بينما ستستخدم الخريطة الألمانية اسم "Deutschland"، والخريطة الفرنسية اسم "Allemagne". يُشار إلى المصطلح غير الأصلي للمكان باسم "Exonym". أحياناً قد يكون هناك نزاع حول الاسم، مثل "ميانمار" مقابل "بورما". تنشأ صعوبات إضافية عند الحاجة إلى النسخ الصوتي أو الترجمة بين أنظمة الكتابة المختلفة. بعض الأماكن المعروفة جيدًا لها أسماء مستقرة في لغات وأنظمة كتابة أخرى، مثل "روسيا" أو "Russia" أو "Rußland" لـ"Росси́я"، ولكن في حالات أخرى، يتطلب الأمر نظاماً للنسخ الصوتي أو الترجمة. في بعض الأحيان، توجد أنظمة متعددة للنسخ الصوتي؛ على سبيل المثال، تُكتب مدينة المخا اليمنية بطرق مختلفة في الإنجليزية مثل "Mocha"، "Al Mukha"، "al-Makhā"، "al-Makha"، "Mocca" و"Moka". بعض أنظمة النسخ الصوتي تنتج أسماء أماكن مختلفة لدرجة تسبب الارتباك، مثل الانتقال من نظام ويد–جيلز (Peking, Kwangchow) إلى نظام بينيين (Beijing, Guangzhou) في الترجمة الصوتية الصينية-الإنجليزية.

### التنسيق

خريطة مواصلات مُنسقة تنسيقاً جيداً لإسطنبول، مع درجة عالية من التباين بين الرموز، مما يخلق تسلسلاً بصرياً قوياً (تظهر خطوط النقل كأهم العناصر)، الشكل-الأرض، والانتقائية (يمكن عزل خط السكك الحديدية الوطني الأخضر عند الضرورة). لاحظ أيضاً التناغم بين الألوان الهادئة للأخضر والأزرق في الخلفية.

يستخدم مصطلح تنسيق الخريطة أحياناً للإشارة إلى تركيب الرموز داخل الخريطة نفسها، وأحياناً للإشارة إلى تنسيق لوحة الخريطة ككل؛ أي بالإضافة إلى عناصرها الأخرى. تنطبق بعض المبادئ نفسها على كلا العمليتين، بينما تكون مبادئ أخرى فريدة لكل منهما. في المعنى الأول للرموز على الخريطة، عندما تجتمع جميع الرموز والطبقات الموضوعية على الخريطة، فإن تفاعلاتها تؤثر بشكل كبير على قراءة الخريطة.
تم دراسة عدد من مبادئ التنسيق في الكارتوجرافيا. بينما تم اقتراح بعض هذه الأفكار بواسطة آرثر هـ. روبنسون في كتابه "مظهر الخرائط" (1952)، يُعتقد أن بوردن دينت كان أول من تناولها بطريقة منهجية في عام 1972، وبشكل ثابت ضمن مدرسة التفكير في الاتصالات الكارتوجرافية. استند نموذج دينت بشكل كبير إلى علم النفس، خاصةً علم نفس الجشطالت والإدراك، لتقييم ما يجعل بعض الخرائط صعبة القراءة ككل، حتى عندما تم تصميم الرموز الفردية بشكل جيد، وإنشاء نموذج يتضمن معظم القائمة أدناه. لاحقًا، تم تبني مبادئ التكوين الفني من التصميم الجرافيكي، والعديد منها مشابهة، حيث جاءت من مصادر مشابهة. جميعها تشترك في نفس الهدف: دمج جميع الرموز الفردية في كل واحد يحقق الأهداف المذكورة أعلاه.
- التباين هو درجة الاختلاف البصري بين العناصر الجرافيكية (مثل رموز الخريطة). رأى روبنسون أن التباين هو المبدأ الأساسي للتكوين، حيث يدعم كل شيء آخر. كما اقترح روبنسون، وطوره جاك بيرتين، يتم إنشاء التباين من خلال التلاعب بالمتغيرات البصرية لرموز الخريطة، مثل الحجم والشكل واللون.
- الشكل-الأرض هو مدى سهولة عزل كل رمز فردي أو ميزة (الشكل) ذهنياً عن باقي الخريطة (الأرض). يتم استنباط القواعد لتحديد الشكل-الأرض إلى حد كبير من مبدأ الجشطالت "برغنانز".
- التسلسل الهرمي البصري هو الترتيب الظاهري للعناصر، من تلك التي تبدو الأكثر أهمية (أي تجذب أكبر قدر من الانتباه) إلى تلك التي تبدو الأقل أهمية. عادة، يكون الهدف هو أن يتطابق التسلسل الهرمي البصري مع التسلسل الهرمي الفكري لما يُقصد به أن يكون أكثر أو أقل أهمية. اقترح بيرتين أن بعض المتغيرات البصرية، خاصة الحجم والقيمة، تساهم بشكل طبيعي في التسلسل الهرمي البصري (الذي أطلق عليه التباين)، بينما كانت الاختلافات الأخرى أكثر سهولة في تجاهلها.
- التجميع (دينت) أو الانتقائية (بيرتين) هو مدى سهولة تمكن القارئ من عزل جميع الرموز ذات المظهر المعين، بينما يتجاهل باقي الخريطة، مما يسمح للقارئ بتحديد الأنماط في ذلك النوع من الميزات (مثل "أين توجد جميع النقاط الزرقاء؟"). في نموذج بيرتين، كانت الحجم، والقيمة، واللون الانتقائية بشكل خاص، بينما تطلبت الأخرى، مثل الشكل، تباينًا كبيرًا لتكون مفيدة.
- التناغم هو مدى انسجام جميع العناصر الفردية (رموز الخريطة) معاً بشكل جيد. يتبع ذلك عمومًا من المبادئ المذكورة أعلاه، بالإضافة إلى الاختيار الدقيق للألوان المتناغمة، والقوام، والخطوط.

### التخطيط
تتكون الخريطة النموذجية، سواء كانت على الورق أو على الإنترنت، من لوحة الخريطة مع عناصر أخرى تدعمها:
- عنوان الخريطة: يُخبر القارئ عن محتوى الخريطة، بما في ذلك الغرض أو الموضوع، وربما المنطقة التي تغطيها.
- مفتاح الخريطة: يشرح معنى الرموز على الخريطة.
- إطار الخريطة: قد يحيط بصورة الخريطة بأكملها، على الرغم من أن العديد من الخرائط تستخدم المساحة السلبية لتحديد الخريطة.
- وردة البوصلة أو سهم الشمال: لتحديد الاتجاه.
- الخرائط الركنية: قد تخدم عدة أغراض، مثل إظهار سياق الخريطة الرئيسية في منطقة أكبر، أو إظهار مزيد من التفاصيل لجزء من الخريطة الرئيسية، أو إظهار منطقة منفصلة ولكن ذات صلة، أو إظهار موضوعات ذات صلة لنفس المنطقة.
- مقياس الرسم: يترجم بين قياسات الخريطة والمسافات الحقيقية.
- الرسوم التوضيحية: قد تكون مضمّنة للمساعدة في شرح موضوع الخريطة أو إضافة جاذبية جمالية.
- النص التوضيحي: قد يناقش الموضوع بشكل أكبر.
- البيانات الوصفية: تُعلن عن المصادر، التاريخ، المؤلفين، الإسقاط، أو معلومات أخرى حول إنشاء الخريطة.

تتطلب عملية تركيب وترتيب جميع العناصر على الصفحة مهارة تصميمية ومعرفة بكيفية استخدام القراء للخريطة بقدر ما تتطلبه عملية تصميم صورة الخريطة نفسها. يخدم تخطيط الصفحة عدة أغراض، بما في ذلك توجيه انتباه القارئ، وإنشاء إحساس جمالي معين، وتوضيح غرض الخريطة، وجعل الخريطة أسهل للفهم والاستخدام. لذلك، يتبع تخطيط الصفحة العديد من نفس مبادئ التنسيق المذكورة أعلاه، بما في ذلك الشكل-الأرض والتسلسل الهرمي البصري، بالإضافة إلى المبادئ الجمالية المعتمدة من التصميم الجرافيكي، مثل التوازن واستخدام المساحات البيضاء.

### النشر والتوزيع
قديماً، كان عملية طباعة الخريطة تشكل جزءاً كبيراً من الوقت والجهد المبذولين في الكارتوجرافيا. وعلى الرغم من أن الأمر أصبح أقل قلقاً مع التكنولوجيا الحديثة، إلا أنه لا يزال ليس غير مهم. يُطلب من الكارتوجرافيين المحترفين إنتاج خرائط سيتم توزيعها عبر وسائل الإعلام المختلفة، وفهم تقنيات الاستنساخ والتوزيع المختلفة يساعد في تصميم الخريطة لتناسب الوسيط المقصود بأفضل شكل.
- الطباعة بالحبر النفاث.
- الطباعة بالليزر.
- الطباعة بالأوفست، بما في ذلك التحضير ما قبل الطباعة.
- الخرائط المتحركة.
- خرائط ويب.